# Agnes Canta
Agnes Catharina Canta (* 14. November 1888 in Rotterdam; † 8. August 1964 ebenda) war eine niederländische Malerin.

## Leben und Werk
Agnes Canta wurde am 14. November 1888 in Rotterdam als Tochter von Carel Joseph Marie Canta und Pauline Josephine Marie Bos geboren. Sie wurde an der Hierdoor tot Hooger ausgebildet und ihre Lehrer waren Alexander Henri Robert van Maasdijk, Frederik Nachtweh und Ferdinand Oldewelt. Selbst war sie die Lehrerin von Jan Philippus Augustus de Vries.
Canta arbeitete als Lithografin, Malerin und Buchbinderin. Sie malte hauptsächlich Landschaftsbilder, Stillleben, Tiere und Cartoons. Zudem gestaltete sie Plakate und Werbetafeln. Für das Gesundheitsamt in Amsterdam schuf sie dekorative Wandgemälde. Zudem war sie Teilnehmerin bei den Olympischen Sommerspielen 1932. Sie gehörte zu den Künstlern, die an den Kunstwettbewerben teilnahmen.
Agnes Canta starb am 8. August 1964 in Rotterdam.

## Ausstellungen
- 1915: Nederlandsch steun-comité voor beeldende kunstenaren
- 1916: Algemeene Nationale Tentoonstellingen
- 1930: Gemeente Amsterdam: schilderijen, wandschilderingen, beeldhouwwerk, sierkunst
- 1931: ledententoonstelling
- 1933: S.O.S.
- 1948: werk van kunstenaars
- 1949: Agnes Canta